# Kość ciemieniowa

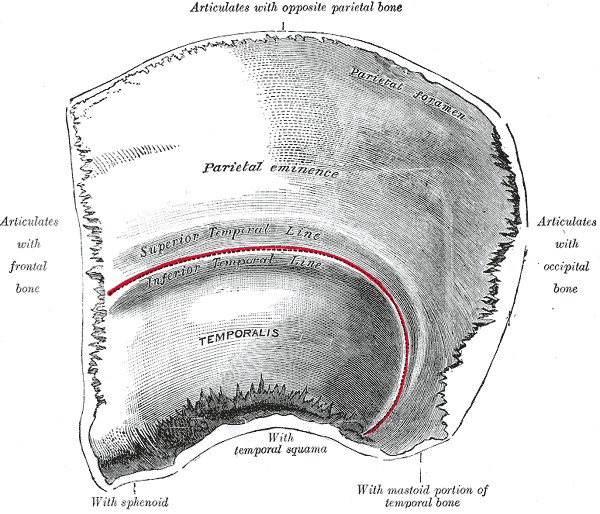
Powierzchnia zewnętrzna kości ciemieniowej człowieka

Kość ciemieniowa (os parietale) – kość mózgoczaszki.
Kość ciemieniowa to parzysta kość budująca sklepienie czaszki. Zazwyczaj tworzy ona większą jego część. Inaczej jest u bydła, w przypadku którego została ona zepchnięta bocznie i ogonowo, na płaszczyznę karkową, przez rozrośniętą kość czołową. U człowieka tworzy też częściowo boczne ściany czaszki.
Wyróżnia się następujące brzegi kości ciemieniowej:
- brzeg strzałkowy (margo sagittalis) – po stronie przyśrodkowej, leży pośrodkowo, łącząc się z jednoimienną kością kontralateralną[1], tworząc u człowieka szew strzałkowy[4]
- brzeg potyliczny (margo occipitalis) – po stronie tylnej, nazwany od kości potylicznej[1], tworząc szew węgłowy[4]
- brzeg łuskowy (margo squamosus) – po boku, łączący się z łuską kości skroniowej (szew łuskowy)[1]
- brzeg czołowy (margo frontalis) – od kości czołowej[1], tworzy szew wieńcowy[4]
- brzeg międzyciemieniowy (margo interparietlis) – od kości międzyciemieniowej[1]

U człowieka mówi się natomiast o brzegu dolnym, tworzącym szew klinowo-ciemieniowy i szew ciemieniowo-sutkowy.
Powierzchnie wyróżnia się natomiast dwie: zewnętrzną i wewnętrzną.
Powierzchnia zewnętrzna (facies externa) opisywanej kości jest wypukła u psa bądź u konia, w jej środku znajduje się wyniosłość nazywana guzem ciemieniowym (tuber parietale). Z kolei kresa skroniowa (linea parietalis) u owcy, kozy, świni ogranicza zachodzący na kość ciemieniową dół skroniowy, rozdzielając płaszczyzny ciemieniową (planum parietale) i karkową (planum nuchale) od skroniowej (planum temporale). U konia czy dużego psa pojawia się grzebień strzałkowy zewnętrzny (crista sagittlis externa), sięgający kości międzyciemieniowej i powiększający przyczep dla dobrze rozwiniętego u tych zwierząt mięśnia skroniowego. Ku przodowi rozchodzi się on na grzebienie czołowe (cristae frontales).
Powierzchnia wewnętrzna (facies interna) zwana także mózgową jest z kolei wklęsła. Rzeźbi ją kora mózgu. Koń czy świnia ma na niej położony pośrodkowo grzebień strzałkowy wewnętrzny (crista sagittalis interna), jak też bruzdę zatoki strzałkowej dogrzbietowej (sulcus sinus sagittalis dorsalis).